# EMTEC
EMTEC (acronimo di European Multimedia Technologies) fa parte del Dexxon Group con sede principale a Gennevilliers (Francia) e commercializza prodotti informatici. Nata nel 1991 come ramo della BASF e sotto il nome di BASF Magnetics per la produzione di nastri magnetici per la memorizzazione dei dati e divenuta poi EMTEC Magnetics nel 1996 per poi assumere la nominazione attuale nel 2000. Attualmente distribuisce prodotti per l'informatica come memorie flash, USB flash drive e hard disk.

## Cronologia
- 1991 - BASF Magnetics è stata scorporata da BASF in una società indipendente, ma ancora controllata al 100% da BASF.
- 1996 - BASF Magnetics diventa una società indipendente.
- 1997 - L'azienda cambia nome in EMTEC Magnetics dopo essere stata venduta a KOHAP, Ltd., un'azienda tessile coreana con esperienza nel PET, la pellicola di base utilizzata per il nastro magnetico.
- 1999 - EMTEC Magnetics è un produttore con licenza di conformità verificata per prodotti multimediali con tecnologia LTO (Linear Tape-Open) e lancio sul mercato della gamma di DVD.
- 2000 - Introduzione mondiale del brand EMTEC.
- 2002 - Per via della crisi finanziaria Asiatica, la KOHAP, Ltd. vendette EMTEC a Legal & General Ventures Ltd. (LGV), una holding Britannica.
- 2003, gennaio - EMTEC Magnetics GmbH (una sussidiaria) presentò istanza di fallimento in Germania.
- 2003, ottobre - La Imation completò l'acquisto di alcuni diritti e asset riguardanti la "memorizzazione di dati" (inclusi brevetti e licenze) da EMTEC Magnetics GmbH per un valore di circa $15M.[1]
- 2004 - MPO France, conosciuta come Moulages Plastiques de l'Ouest (da non confondersi con la Magnetic Products Oosterhout) acquistò alcuni asset da EMTEC Consumer Media GmbH, incluso il marchio registrato EMTEC.[2]
- 2004 - La dotazione di apparecchiature specialistiche delle sedi di Willstätt e Monaco di Baviera venne messa all'asta. Alcune apparecchiature per la produzione di nastri audio analogici furono acquistate da Recording Media Group International (RMGI) che ora produce cassette audio marchiate EMTEC.
- 2006 - Acquisizione da parte del gruppo Dexxon, una società francese di distribuzione di prodotti per computer.
- 2011 - EMTEC realizza una nuova collezione di unità flash 3D realizzate in materiale morbido al tatto e rappresentanti differenti animali.

L'azienda sul finire della produzione di nastri magnetici si è rivolta principalmente allo sviluppo e distribuzione di supporti ottici, memorie flash e hard disk.

## Sussidiarie
- Pyral - Con sede ad Avranches (Francia) in precedenza appartenente al gruppo Rhône-Poulenc e scorporata nel 2004.
- EMTEC Magnetics GmbH - Con base a Ludwigshafen am Rhein (Germania) ed ora non più attiva.
- EMTEC Consumer Media GmbH - Con sede a Ludwigshafen, resa indipendente nel novembre 2002.
- EMTEC da Amazônia - situata a Manaus (Brasile), impianto di imballaggio.